# Cresta (gastronomia)
Una cresta és una mena de pastís que es pot considerar una variant de l'empanada. Se sol fer amb una pasta farcida de carn picada i altres ingredients en forma de truita que posteriorment es fregeix en oli (aquesta és una de les diferències pel que fa a l'empanada, que sol ser cuinada al forn perquè el pa de la seva superfície es faci). La seva textura exterior és cruixent i contrasta amb la blanor de l'interior, essent la pasta similar a la dels pestinyos. De vegades es pot servir calent com una tapa, sola o acompanyada d'alguna salsa.

## Elaboració
És un aliment farcit generalment d'un contingut salat (carn picada per regla general amb alguna verdura crua o adobada, un ou dur picat, pot portar peix capolat com ara bonítol o tonyina) en la majoria dels casos barrejat amb salsa de tomàquet o de dolç (pot ser batata, patata, nou, dolç de codony, etcètera) com pot ser el casadielles de la cuina asturiana. El farciment més clàssic de les empanadillas espanyoles sol ser una mescla de bonítol o tonyina picada en una salsa de tomata i dauets d'ou dur.
La pasta s'elabora en forma de truita d'un diàmetre aproximat de 12 cm i se segella per regla general amb les dents d'una forqueta, la qual cosa li dona en el seu extrem una forma característica. La pasta pot fer-se o és precuinada en paquets que es troben en la major part dels supermercats espanyols a la zona de refrigerats en paquets de 16 hòsties. El resultat final completament segellat se sol fregir en oli bullent (generalment oli de gira-sol), bé pot emprar-se una paella de fons ample o una fregidora. En la multitud de variants de la recepta tradicional hi ha algunes variants vegetarianes amb verdures. A Puerto Rico la coneixen com a pastelillo, que són variants de menor circumferència i poden ser salats o dolços segons el farciment.

## Variants en altres països
A l'Índia són conegudes les samosses i l′aloo pie, ambdós fregits i farcits de carn finament capolada i molt especiada; en la cuina del Marroc (potser per influència de la cresta) hi ha la popular pastilla; també és semblant el rotlle de primavera de la cuina xinesa, i el paste del Mèxic, que té influència en la cuina britànica.
Va existir a Castella una denominació de cresta (denominada també quijadilla en judeocastellà), però la seva elaboració sembla a l'actual empanada a causa de la seva elaboració en forn.
A l'Argentina, sobretot a la regió del nord, se solen elaborar horneadas, farcides de dolç de cabell d'àngel, codony o dulce de batata casolà i banyades en sucre glaç. Un acompanyament típic del berenar dolç.